# 日本社会事業大学
日本社会事業大学（にほんしゃかいじぎょうだいがく、英語: Japan College of Social Work）は、東京都清瀬市竹丘三丁目1番30号に本部を置く日本の私立大学。1946年創立、1958年大学設置。大学の略称は社大、社事大。厚生労働省社会・援護局が所管する公設民営大学。

## 概説
敗戦時、日本は戦災孤児、原爆の後遺症、戦死した日本兵の残された母子家庭、中国・朝鮮半島からの引き揚げ者〔後の中国残留孤児を含む〕等、日本の福祉が整備されてはいなかった。
1946年（昭和21年）にGHQにより設立された日本社会事業学校を前身とし、1958年（昭和33年）に設立された。運営者は学校法人日本社会事業大学。
福祉指導者を養成することを目的としており、卒業生の進路は行政機関、社会福祉施設、医療機関、福祉団体などである。名称の「社会事業」は、英語のソーシャルワークの日本語訳であることと、福祉という言葉は設立当時無く社会事業と呼ばれていたため。在学生には「社大（しゃだい）」の愛称で呼ばれ、学内の生協では「社大クッキー」も販売されているが、外部でしばしば用いられる略称は「社事大（しゃじだい）」である。
厚生省（当時）が設立した学校法人のため（公設民営）、土地・建物は国有であり、財源の多くは国費のため、同省の天下り先となっている（なお、ほぼ同様の例としては、旧自治省行政局（現在の総務省自治行政局）主導により全都道府県が合同出資する形で設立された自治医科大学がある）。学費も国立大学法人大学の標準額並みの設定となっており（但し、教育充実費が別途加算される）、私立大学としては比較的安い。所在地ははじめ、東京・原宿の旧海軍将校会館跡地（現・警視庁原宿警察署）であったが、1989年（平成元年）に清瀬市へ移転した。
旧厚生省により設立された経緯から、研究や教育には日本の福祉政策がいち早く反映されるともいわれ、福祉専門大学の最高峰として「福祉の東大」と呼ばれている。

## 沿革
- 1946年10月7日 財団法人中央社会事業協会を運営主体として、日本社会事業学校（初代）を設置。
- 1947年3月31日 財団法人中央社会事業協会が、日本社会事業連盟と合併、財団法人日本社会事業協会に組織変更。日本社会事業学校を廃止し、専門学校令に基づいて、同財団法人が運営する日本社会事業専門学校を設立。
- 1950年3月 日本社会事業専門学校を廃止し、日本社会事業短期大学を開校。
- 1951年3月9日 私立学校法附則第3項に基づき、財団法人日本社会事業協会が学校法人日本社会事業学校に組織変更[3]。
- 1951年10月	各種学校「日本社会事業学校（第2代）」が発足する。
- 1958年3月12日 - 日本社会事業短期大学が4年制単科大学への昇格が認可され、同短大の募集を停止し、日本社会事業大学を設立。
- 1958年4月 日本社会事業大学に、社会福祉学部社会事業学科・児童福祉学科設置し、開学。
- 1959年3月 日本社会事業短期大学を廃止。
- 1962年4月 学校法人日本社会事業学校が、学校法人日本社会事業大学に名称変更。
- 1989年4月 東京都清瀬市へ移転
- 1989年4月 大学院修士課程（社会福祉学研究科 社会福祉学専攻）設置。
- 1992年4月 児童福祉学科に介護福祉士養成課程を開設。
- 1994年4月 大学院博士課程（社会福祉学研究科 社会福祉学専攻）設置。
- 1995年4月 社会事業学科を福祉計画学科、児童福祉学科を福祉援助学科にそれぞれ学科名変更。
- 1999年4月 日本社会事業学校に通信教育科設置
- 2004年3月 日本社会事業学校 廃校
- 2004年4月 日本社会事業学校　通信教育科を、日本社会事業大学 通信教育科に名称変更
- 2004年4月 大学院に福祉マネジメント研究科（専門職学位課程）設置

## 学部
- 社会福祉学部
  - 福祉計画学科
    - 福祉経営コース
    - 地域福祉コース

  - 福祉援助学科
    - 子ども・家庭福祉コース
    - 保健福祉コース
    - 介護福祉コース

## 大学院
- 社会福祉学研究科（研究大学院）
  - 社会福祉学専攻（博士前期課程/博士後期課程）
- 福祉マネジメント研究科（専門職大学院）
  - 福祉マネジメント専攻（専門職学位課程）

## 通信教育科
- 社会福祉士
  - 一般養成課程（2年）
  - 短期養成課程（1年）
- 精神保健福祉士
  - 一般養成課程（2年）
  - 短期養成課程（1年）
- 社会福祉主事養成課程（1年）

## 附属施設
- 附属図書館・社会事業図書館
- 社会事業研究所・アジア福祉創造センター
- 福祉臨床相談室
- 附属実習施設・子ども学園
- 学生寮
- 宿泊施設

## 不祥事
- 2011年3月、三鷹労働基準監督署は、給料の一方的な引き下げに際し、教職員代表の意見を聞いていないことを問題視し、是正勧告を出した。
- 2012年6月、教職員は東京地方裁判所立川支部に対し、法人が引き下げを行った減額分の給料の支払いをする訴えを起こしている[1]。

## 著名な出身者

### 政治
- 富樫練三 - 元参議院議員（日本共産党）
- 菊地董 - 元衆議院議員（社会民主党）※中退
- 潮谷義子 - 前熊本県知事
- 並木心 - 元羽村市長
- 当摩好子 - 元所沢市長
- 高杉徹 - 元常総市長

### 学術
- 井上由美子 - 城西国際大学教授・前学部長
- 大橋謙策 - 社会福祉学者、元日本社会事業大学学長
- 古川孝順 - 東洋大学教授
- 宮島敏 - 元日本体育大学教授
- 横湯園子‐元北海道大学・中央大学教授

### 文化
- 高田敏江 - 女優・司会者・平和活動家　※中退
- 木村晴美 - NHK手話ニュース845キャスター、国立障害者リハビリテーションセンター学院教官
- 山口あかり - 作詞家

### その他
- 東條満喜枝 - 東條英機の次女・家事調停委員
- 小山恭輔 - 競泳選手・北京パラリンピック銀メダリスト、ロンドンパラリンピック銅メダリスト
- 垣本祐作 - ドットライングループ（株式会社ドットライン）代表取締役社長兼グループCEO

## 対外関係
- 埼玉県との事業連携協定（2007年締結）
- 清瀬市と市内3大学(大学校を含む)との連携に関する協定（2014年締結）
- 3大学包括連携協定（2014年締結） - 清瀬市にある、日本社会事業大学・明治薬科大学・国立看護大学校、3校の大学、大学校の協定